# ناپدیدشدن ایتان پات
ایتان کلیل پات (به انگلیسی: Etan Kalil Patz) پسر بچهٔ ۶ سالهٔ آمریکایی بود که مرگ او از بزرگترین پرونده‌های جنایی آمریکاست. قاتل او، پدرو هرناندز پس از ۳۳ سال در سال ۲۰۱۲ دستگیر شد و به قتل ایتان اعتراف کرد. رونالد ریگان رئیس جمهور سابق آمریکا در سال ۱۹۸۳ روزی که ایتان ناپدید شد را روز ملی کودکان گم‌شده نامید. او که برای اولین بار مسیر خانه تا مدرسه را با تنهایی میرفت توسط فردی با وعده خرید نوشابه برای او ربوده شد و دیگر هرگز دیده نشد
۳۳ سال بعد فردی به نام پدرو هرناندز به پلیس اعتراف کرد که مسئول قتل اتان پاتز است و به حبس دارای آزادی مشروط محکوم شد با این حال جسد اتان هرگز پیدا نشد